# Ministrymon
Genre
Ministrymon est un genre d'insectes lépidoptères de la famille des Lycaenidae et de la sous-famille des Theclinae présents en Amérique.

## Dénomination
Le genre a été décrite par Harry Clench (d) en 1961.

## Liste des espèces
- Ministrymon albimimicus (Johnson, 1986) présent au Venezuela.
- Ministrymon arola (Hewitson, 1868) présent au Brésil.
- Ministrymon arthuri Bálint, Johnson & Austin, [1999] présent au Brésil.
- Ministrymon azia (Hewitson, 1873)  présent dans le Sud des États-Unis, au Mexique, à Trinité-et-Tobago, à Cuba, au Pérou, au Chili et en Guyane.
- Ministrymon cleon (Fabricius, 1775) présent en Colombie, à Trinité-et-Tobago,  au Pérou, en Argentine et au Brésil.
- Ministrymon clytie (Edwards, 1877) présent dans l'est des États-Unis, au Mexique, au Guatemala et au Costa Rica.
- Ministrymon coronta (Hewitson, 1874) présent au Mexique, au Surinam, en Guyana et en Guyane.
- Ministrymon cruenta (Gosse, 1880) présent au Pérou, en Argentine, au Brésil et en Guyane.
- Ministrymon fostera (Schaus, 1902) présent au Brésil.
- Ministrymon gamma (Druce, 1909) présent en Argentine.
- Ministrymon inoa (Godman & Salvin, 1887) présent au Mexique.
- Ministrymon leda (Edwards, 1882) présent dans l'Est des États-Unis et au Mexique.
- Ministrymon ligia (Hewitson, 1877) présent en Colombie.
- Ministrymon megacles (Stoll, [1780]) présent au Venezuela en Colombie, au Brésil, au Surinam et en Guyane.
- Ministrymon ollantaitamba (Johnson, Miller & Herrera, 1992) présent au Pérou.
- Ministrymon phrutus (Geyer, 1832) présent en Amérique centrale et au Venezuela.
- Ministrymon sanguinalis (Burmeister, 1878) présent en Argentine.
- Ministrymon una (Hewitson, 1873)  présent au Mexique, au Nicaragua, au Venezuela, au Brésil, au Surinam, en Guyana et en Guyane.
- Ministrymon zilda (Hewitson, 1873) présent en Amérique centrale, au Brésil et en Guyane[1].

## Répartition
Les Allosmaitia sont présents en Amérique.